# Abborrtjärnen (Säfsnäs socken, Dalarna, 666292-142355)
Abborrtjärnen är en sjö i Ludvika kommun i Dalarna och ingår i Göta älvs huvudavrinningsområde. Sjöns area är 0,0126 kvadratkilometer och den är belägen 312 meter över havet.